# Мазеркин, Юрий Парфеньевич
Юрий Парфеньевич Мазеркин — советский государственный и политический деятель, генерал-майор.

## Биография
Родился в 1928 году в селе Белоусово. Член КПСС с 1951 года.
С 1951 года — на хозяйственной, общественной и политической работе. В 1951—1992 гг. — инженер-технолог, старший инженер-конструктор механико-строительного завода № 60 Минобороны СССР, освобожденный секретарь парторганизации завода № 602 во Владивостоке, секретарь по лесной промышленности, 2-й секретарь Калининского райкома КПСС Приморского края, председатель Калининского райисполкома, 1-й секретарь Черниговского райкома КПСС Приморского края, заведующий отделом партийных органов Приморского промышленного крайкома КПСС, заведующий отделом промышленности Приморского крайкома КПСС, заместитель начальника УКГБ по Приморскому краю, начальник УКГБ по Приморскому краю, в распоряжении Управления кадров КГБ при СМ СССР, заместитель директора Физико-энергетического института по режиму.
Делегат XXII и XXIV съездов КПСС.
Умер и похоронен в Обнинске в феврале 1997 года.